# Odyssey (Stargate)
El Odyssey es el crucero de batalla más avanzado construido en la tierra en el universo ficticio de Stargate. Es la evolución del prototipo Prometheus, el primer crucero de batalla terrestre, siendo parte de la segunda generación de naves intergalácticas creadas por Estados Unidos y sus aliados denominadas BC-304.
Cada crucero BC-304 tiene un color de identificación que se puede ver en la iluminación del mapa detrás de la silla del comandante, en la Odyssey es Naranja

## Equipamiento de la nave
La Odyssey está equipada con escudos avanzados, sistemas de teletransporte e hiperpropulsores intergalácticos Asgard. 
Las armas, en un principio eran solo terrícolas, siendo estas múltiples torretas de armas Rail y misiles con cabezas nucleares Mark VIII enriquecidas con Naquadah; producto de que los Asgards son reacios a entregar armas que podrían ser utilizadas en el futuro en su contra o en contra de otras razas indefensas. En su interior el crucero lleva cazas F-302.
Para que la nave pudiera presentar lucha a los ori, fue dotada con un ZPM traído de Atlantis luego de su breve sitio por parte de los Asurans. Con esta tremenda fuente de energía, los escudos e hiperpropulsores de la nave vieron aumentada su potencia.
Mientras Daniel Jackson era un prior, doto a la nave con un sistema de camuflaje, similar al de otras naves como los Puddle Jumpers. Según dijo Daniel, fue posible gracias al ZPM a bordo, haciendo así a la Odyssey invisible a los sensores y a simple vista.
En el episodio final de Stargate SG-1, "Unending", los asgards dan a la nave múltiples tecnologías. Entre ellas se destacan los cañones de plasma asgard (capaces de destruir Naves de Batalla Ori con unos cuantos disparos), un dispositivo de dilatación del tiempo, una sala holográfica donde se pueden consultar todos los hechos d la historia de su pueblo, y una computadora con todos los conocimientos asgard. que puede generar hologramas de ayuda con la forma de cualquier miembro de esta raza. 
Dicha computadora cuenta con un núcleo, que aunque es independiente, está integrado con todos los sistemas de la nave, y emite un tipo de radiación detectable por los Ori desde el subespacio.

## Historia de la nave
La Odyssey representa en la actualidad la primera línea de defensa del planeta Tierra, luego de la destrucción del Prometheus.

### Misión inicial
Durante la travesía inaugural de la Odyssey, el general Landry envió al comandante de la nave, el coronel Emerson, al rescate del SG-1, capturado por la alianza Lucian en P6G-452. El SG-1 había sido capturado después de que el Stargate del planeta fuera tomado por Ba'al, evitando que pudieran marcar a casa.
La nave viajó a P6G-452, y gracias a los chips de identificación que fueron colocados en todo el personal de SGC, la Odyssey podía localizarlos y transportarlos a bordo. Luego, la nave fue llamada inmediatamente por general Landry, quien les ordenó recuperar los stargates de la nave de Ba'al. El SG-1 fue transportado a bordo para inhabilitarla y plantar localizadores en todos los stargates y DHDs, mientras eran atacados por los Jaffa de Ba'al. La Alianza Lucian hizo su aparición con una flota pequeña de naves ha'tak e ignorando a la Odyssey, atacó la nave de Ba'al. La Odyssey comenzó a disparar a las naves de la Alianza Lucian con las armas rail para evitar que destruyan la nave de Ba'al, ya que el SG-1 aún estaba a bordo. La Odyssey entonces transportó todos los stargates (menos uno)y DHD antes de que las naves de la Alianza Lucian destruyeran a la de Ba'al. Un stargate particular fue utilizado por el SG-1 para llamar a la tierra, por lo que el coronel Emerson tuvo que asumir lo peor y la Odyssey se retiró sin escudos y después de no hacer ningún daño a la flota de la Alianza Lucian.
Durante la primera misión de la Odyssey, sus escudos no estaban terminados y no funcionaban al 100%.
En el episodio “Camelot”, la Odyssey estuvo entre varias otras naves Jaffa/Asgard/Humanas/Tok'ra que formaron una flota para destruir el Supergate Ori. Junto con el crucero ruso, Korelev, la nave entró en combate con los ori una vez que la primera ola de la flota enemiga atravesó el Supergate. La nave sufrió mucho daño, y fue una de las pocas naves en sobrevivir a la batalla. A pesar de esto, el equipo a bordo pudo reparar la mayoría de los sistemas a tiempo para rescatar a los miembros del SG-1 a bordo del Ha'tak de Bra'tac antes de que fueran destruidos junto con la nave a manos de una Nave de Batalla Ori en la órbita de Chulak.

### El Proyecto Pegaso
En “The Pegasus Project”, la Odyssey fue enviada a la Galaxia Pegaso en un intento por crear un agüjero de gusano estable entre Pegasus y la Supergate Ori en la Vía Láctea, para evitar que los ori enviasen más naves por ella. Las tentativas de los Asgard de marcar desde la puerta ya habían fallado; al Supergate se podría marcar solamente desde otra galaxia, y la energía producida por un stargate estándar era demasiado escasa para establecer una conexión. La Odyssey colocó entonces un stargate cerca de un agujero negro en Pegasus y valiéndose de este como fuente de energía del stargate, estableció una conexión con un stargate que había sido colocado próximo al Supergate. Una vez que la conexión estuvo establecida, la Odyssey disparó cargas nucleares delante del stargate en un intento por forzar el agujero saliente para saltar al Supergate, y así formar una conexión a ella. Con un Agujero Negro accionando el stargate, la conexión se podía mantener indefinidamente.
La Odyssey realizó varios intentos fallidos de hacer saltar el agujero de gusano al Supergate hasta que una Colmena Wraith detectó las detonaciones nucleares y atacó a la Odyssey . Realizando una maniobra alrededor del agujero, la Odyssey lanzó sus cabezas nucleares restantes en la nave colmena que los perseguía apenas ella pasó por el Stargate. Cuando las armas explotaron, la detonación resultante de ambas cabezas nucleares más la de nave colmena envió bastante energía al Stargate para hacer que el agujero de gusano salte al Supergate. Además, el vórtice inestable masivo producido por la activación del Supergate engulló una nave ori, destruyéndola.

### Secuestro de la Alianza Lucian
En el episodio “Company of Thieves”, la Odyssey fue enviada por el SGC para investigar la posibilidad de otro Supergate ori. Sin embargo, una vez que llegó al lugar, fue emboscada por varias naves ha'tak, sus escudos fueron debilitados por una estrella de neutrón próxima que dejó la nave inhabilitada. Luego se revela que los asaltantes eran miembros de la Alianza Lucian que habían sido enviados para destruir o capturar la nave. Estos exigieron que la coronel Carter reparase la nave e inhabilitase el faro de la señal de socorro que revela su localización. Luego los miembros de la Alianza matan al coronel Emerson. Después de volver a tomar la nave y de matar al líder de secuestradores en el proceso, el equipo devolvió la Odyssey a la tierra para efectuar reparaciones.
En el episodio "Echoes" de Stargate Atlantis, se confirma que la Odyssey fue dotada con uno de los tres ZPMs obtenidos de los asurans y los antiguos (dos de los primeros y uno de los segundos respectivamente) durante el episodio doble "The Return"

### Sangraal
El Odyssey es parte de un plan para entregar el Sangraal a la galaxia ori para destruirlos definitivamente. El doctor Jackson usa sus capacidades de prior recientemente adquiridas para tomar el control de la nave y transportar a la tripulación a la superficie de forma segura. Después trae a Jack O'Neill a bordo de la Odyssey, y fija curso a P3Y - 229 mientras el Daedalus entra en una posición paralela sobre el stargate de la galaxia Pegaso que mantiene la conexión del Supergate.
En el transcurso del viaje, Jackson modificó los sistemas del buque para generar un campo de encubrimiento (como el un Brincacharcos), alegando que "tener un ZPM ayuda". Después el Sangraal fue enviado a través del Supergate en una nave de batalla ori, pero no sin antes que O'Neilll teletransportase al SG-1, junto con Daniel vuelto a su forma original, de regreso al Odissey. Posteriormente, Carter tuvo muchas dificultades para desactivar el dispositivo de encubrimiento.

### Legado Asgard
En el último episodio de Stargate SG-1, "Unending", el Odyssey visita el planeta natal de los asgards, Orilla. Thor explica que los asgards están dando a los Tau'ri todos sus conocimientos, esto se debe a que han contraído una enfermedad que causa que los órganos se degraden rápidamente y, en consecuencia, los asgards pronto se extinguirán. Tan pronto los asgards terminan las actualizaciones de la Odyssey, varias naves de batalla ori salen del hiperespacio. Los asgards retornan a Orilla y destruyen el planeta como su último acto, dejando a la Odyssey como su legado. Poco después de la destrucción del planeta, la Odyssey no tiene otra opción que luchar contra las naves de batalla ori, y, después de una serie de disparos con su nuevo armamento asgard, destruyen dos con éxito. 

### The Ark of Truth
La Odissey, temporalmente comandada por el teniente coronel Mitchell viaja a través de la Supergate a la galaxia natal de los Ori en busca de El Arca de la Verdad. El agente Merrick del IOA viaja a bordo para "supervisar" la misión aunque, en realidad, lo hace para llevar a cabo un plan secreto que involucra usar el núcleo Asgard para crear un Replicante que se apodere del Odissey y en el proceso infeste las naves de batalla ori evitando así un ataque contra la Tierra. Este plan es descubierto por Carter y Mitchell, mientras que el resto del SG-1 y Tomin están en el planeta para buscar el Arca. Mitchell forma equipos para contener a los replicantes y tratar de evitar que se apoderen de la nave mientras tratan de encontrar una manera para desactivarlos definitivamente. Cuatro naves de batalla ori llegan y comienzan a disparar al Odissey ya que el núcleo Asgard emite una firma de energía que los ori pueden rastrear. Los replicantes atacan y se hacen con el control de Merrick para aprender el código para desactivarlos en caso de emergencia y luchan contra Mitchell por esta información. Finalmente, y luego de haber destruido al híbrido Merrick-replicante, Mitchell descubre que el código está al reverso del cristal introducido en la computadora del núcleo asgard y se lo informa a Carter para que lo active. El Arca es utilizada en Celestis y los ori son detenidos, salvando así al Odissey.
- Datos: Q6049088